# Friedrich Theodor Fischer
Friedrich Theodor Fischer (* 8. September 1803 in Karlsruhe; † 14. November 1867 ebenda) war ein deutscher Architekt und badischer Baubeamter.

## Leben
Fischer bekam seine fachliche Ausbildung an der staatlich geförderten privaten Bauschule in Karlsruhe, welche seit 1800 von Friedrich Weinbrenner geleitet wurde, in dem Atelier von Huot und an der Architekturschule von Franz Christian Gau in Paris. Nach seiner 1826 mit Auszeichnung bestandenen badischen Staatsprüfung unternahm er größere Studienreisen durch Deutschland, Frankreich und Italien.
Nach seiner Rückkehr aus Italien wurde Fischer 1833 zum Dienstverweser der Bau-Inspektion Heidelberg, 1835 zum Bauinspektor und 1844  zum Baurat in Karlsruhe ernannt und 1855 zum Oberbaurat befördert. 1854 wurde ihm als Nachfolger von Heinrich Hübsch die Leitung der Karlsruher Bauschule übertragen. Diese Bauschule, die seit 1800 als private Institution von Weinbrenner geleitet worden war, war seit 1825 Bestandteil der neu gegründeten Polytechnischen Schule Karlsruhe.
Ebenfalls als Nachfolger von Heinrich Hübsch wurde Fischer 1864 als Baudirektor an die Spitze der badischen Hochbauverwaltung berufen.

## Bauten und Entwürfe (Auswahl)
1826, nach Weinbrenners Tod, war Fischer der ausführende Architekt bei der Staatlichen Münze in Karlsruhe.
- 1831–1833: Zollhaus in Kadelburg (im Rundbogenstil)
- 1838–1839: Wiederaufbau der durch Blitzschlag und Brand zerstörten katholischen Kirche St. Bartholomäus in Görwihl
- 1842–1843: Amtshaus in Baden-Baden
- 1843–1847: Restaurierung des Neuen Schlosses in Baden-Baden
Fischer schuf neue Gebäudeteile und Räume im Renaissancestil und erreichte damit große Beachtung seines Talents für das Dekorative.[1]
- 1855–1857: Wiederherstellung und klassizistische Neugestaltung der durch Blitzschlag und Brand zerstörten Klosterkirche Mariä Himmelfahrt in Schuttern
- 1858–1859: Altes Maschinenbaugebäude des Polytechnikums Karlsruhe[2]
- 1861: Evangelische Kirche in Waldangelloch
- 1861–1864: Erweiterungsbau des Polytechnikums Karlsruhe (heutiges Hauptgebäude des KIT; mit Hauptportal im Rundbogenstil)
- 1865: Rathaus in Tauberbischofsheim (im neugotischen Stil)[1]
- 1864: Entbindungsanstalt in Freiburg (im Zweiten Weltkrieg zerstört)[3]
- 1865–1867: Anatomisches Institut der Albert-Ludwigs-Universität Freiburg[4]
Das Gebäude wurde im Ersten Weltkrieg zerstört, der Wiederaufbau 1944 im Zweiten Weltkrieg bombardiert.[5]

Fischers weiteres Schaffen umfasst rund 30 evangelische und katholische Kirchen für Landgemeinden und kleinere Städte in Baden.

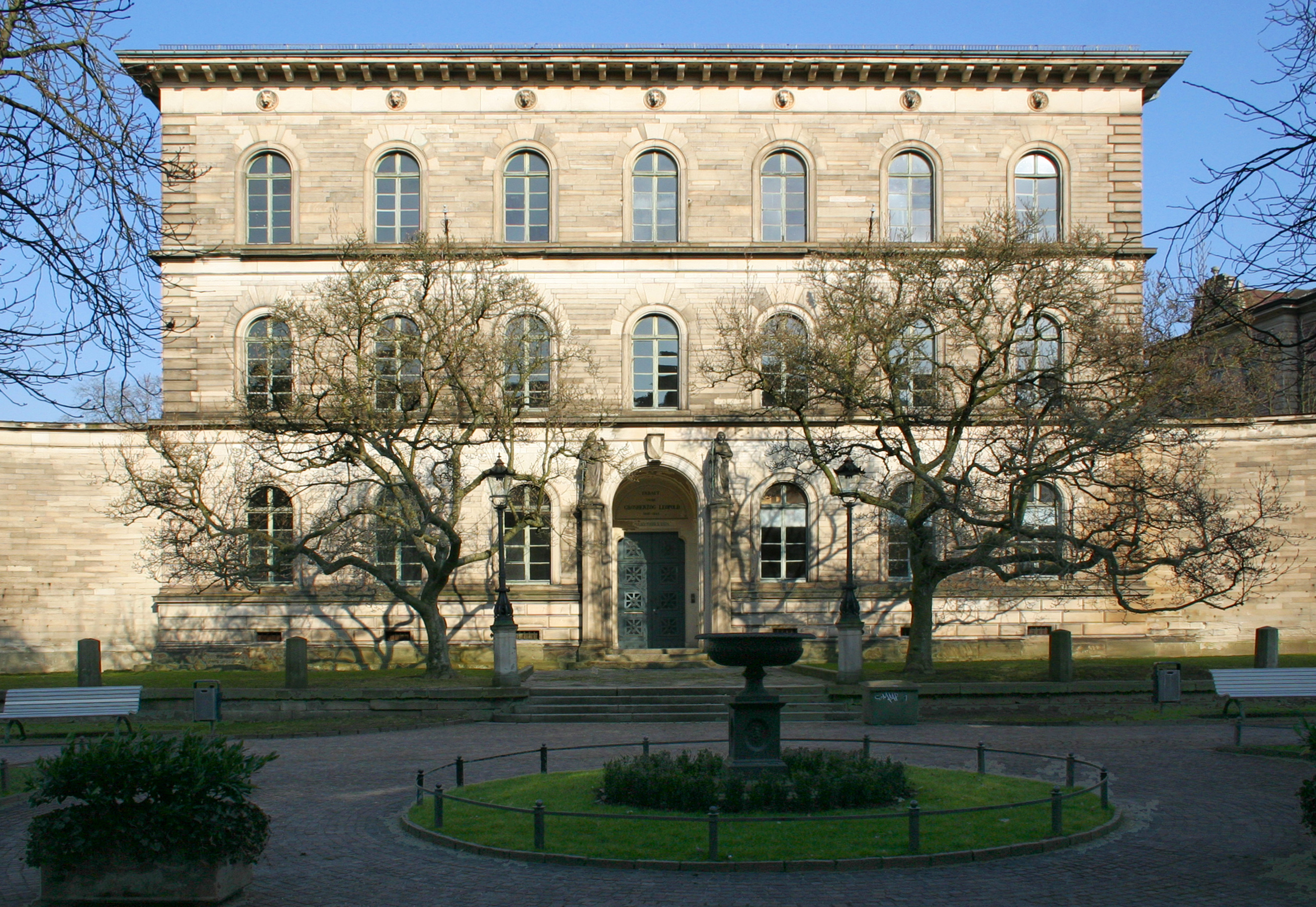
Amtshaus in Baden-Baden
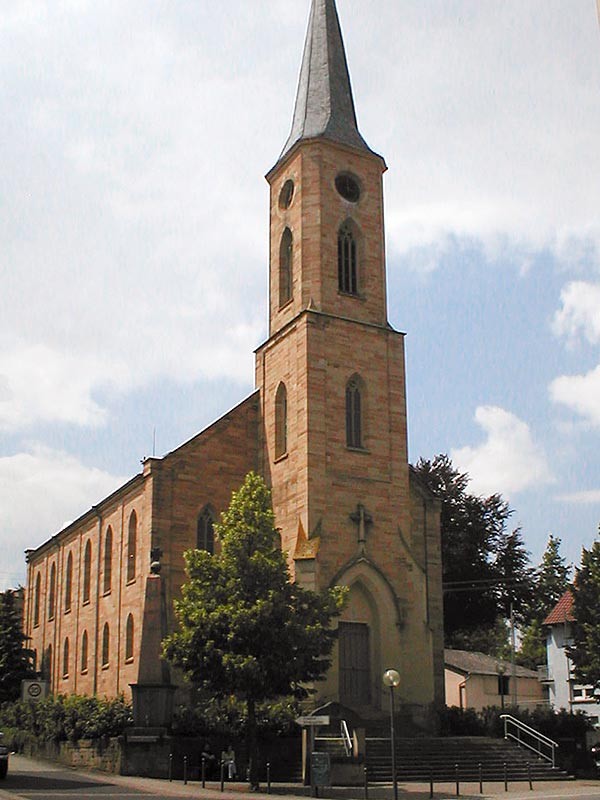
Kirche in Waldangelloch

## Auszeichnungen
- 1847 Orden vom Zähringer Löwen
- 1855 Ehrenmitglied des Karlsruher Architektenvereins
- 1860 Ehrenmitglied des Schweizerischen Architektenvereins
- 1865 Ehrenmitglied und korrespondierendes Mitglied des Royal Institute of British Architects[6]